# Kuru
Kuru je prionové onemocnění patřící do skupiny transmisivních spongiformních encefalopatií (TSE), vyskytující se u příslušníků kmene Fore na Nové Guineji jako důsledek rituálního kanibalismu, zde konkrétně pojídání mozku zemřelých osob (nejčastěji předků).
Nemoc kuru není nemocí ve smyslu nákazy organismu jiným organismem, ale spíše poruchou organismu v důsledku přítomnosti a působení látky, kterou tělo neumí likvidovat (metabolizovat ani vyloučit).

## Kulturní odkaz
Imunolog a básník Miroslav Holub uveřejnil roku 1990 ve sbírce Syndrom mizející plíce báseň Kuru, syndrom usmívající se smrti.
V hororové videohře Dead Island a v jejím pokračování Dead Island: Riptide nemoc zachvátila fiktivní ostrovy Banoi a Palanai.